# Municipio de Pleasant Valley (condado de Decatur)
El municipio de Pleasant Valley (en inglés: Pleasant Valley Township) es un municipio ubicado en el condado de Decatur en el estado estadounidense de Kansas. En el año 2010 tenía una población de 38 habitantes y una densidad poblacional de 0,41 personas por km².

## Geografía
El municipio de Pleasant Valley se encuentra ubicado en las coordenadas 39°41′22″N 100°13′57″O / 39.68944, -100.23250. Según la Oficina del Censo de los Estados Unidos, el municipio tiene una superficie total de 92.62 km², de la cual 92,57 km² corresponden a tierra firme y (0,05 %) 0,05 km² es agua.

## Demografía
Según el censo de 2010, había 38 personas residiendo en el municipio de Pleasant Valley. La densidad de población era de 0,41 hab./km². De los 38 habitantes, el municipio de Pleasant Valley estaba compuesto por el 100 % blancos. Del total de la población el 0 % eran hispanos o latinos de cualquier raza.